# Eurovision Song Contest 2011
Eurovision Song Contest 2011, česky také Velká cena Eurovize 2011 (či jen Eurovize 2011), byl 56. ročník soutěže Eurovision Song Contest, který se konal v Düsseldorfu v Německu, a to díky vítězství německé zpěvačky Leny s písní „Satellite“ na předchozím ročníku. Soutěž, organizovaná Evropskou vysílací unií (EVU) a německými veřejnoprávními stanicemi Arbeitsgemeinschaft Deutschland (ARD) a Norddeutscher Rundfunk (NDR), se konala na stadionu Düsseldorf Arena. Semifinálová kola se uskutečnila 10. a 12. května, finále pak 14. května 2011. Moderátory přenosů byli komici Anke Engelke a Stefan Raab a moderátorka Judith Rakers.
Soutěže se zúčastnilo 43 zemí, což je o čtyři státy více oproti předchozímu roku a společně s rokem 2008 dosud nejvyšší účast. Do soutěže se po 13leté pauze vrátila Itálie, po roční pauze Maďarsko, po tříleté pauze Rakousko a po dvou letech San Marino.
Vítězem se stalo ázerbájdžánské duo Ell & Nikki s písní „Running Scared“. Skladba vyhrála celkově a u diváků, u porot ale vyhrála Itálie, která celkově skončila na druhém místě. Jednalo se o první vítězství země, čtyři roky po debutu v soutěži.

## Místo konání

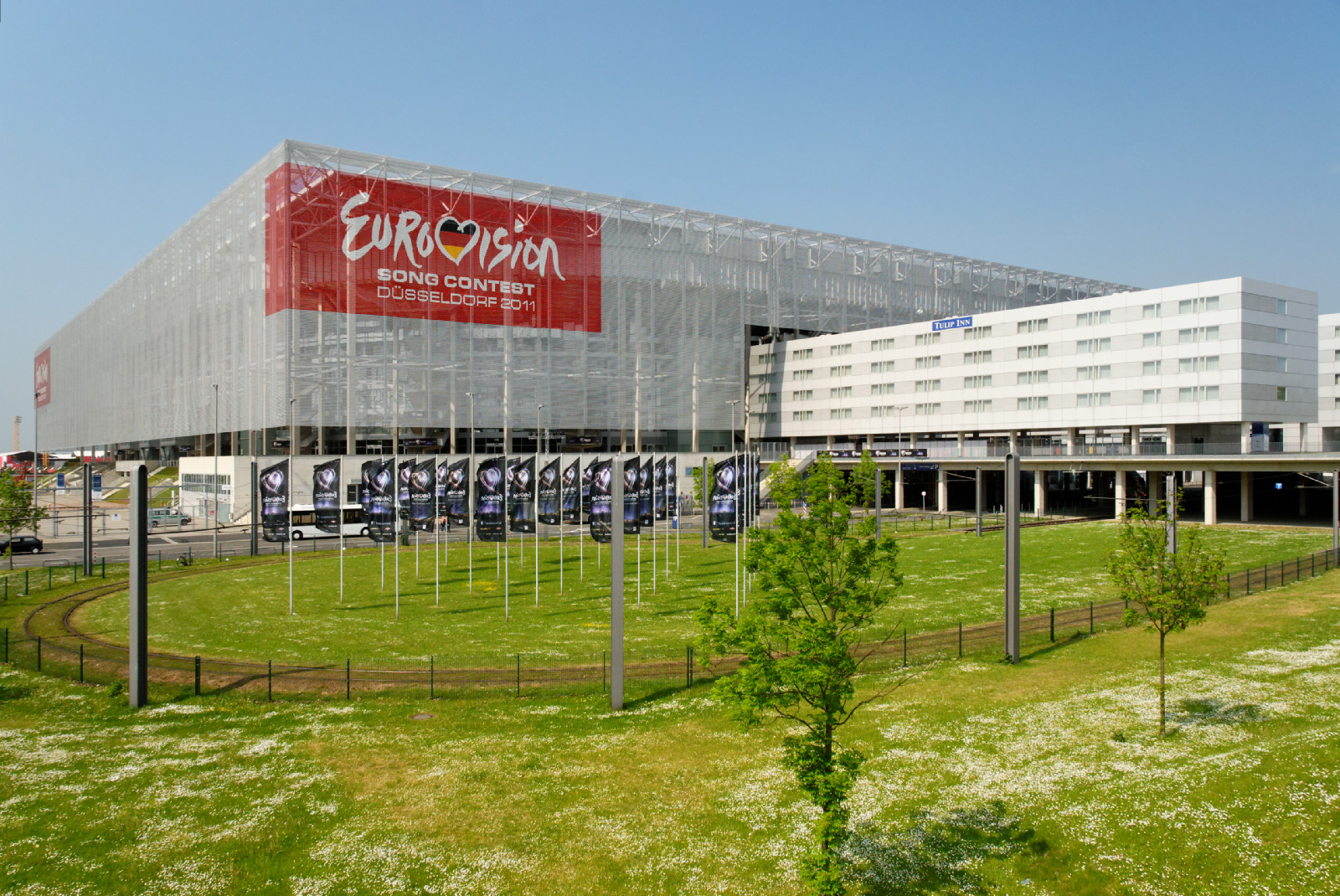
Esprit Arena

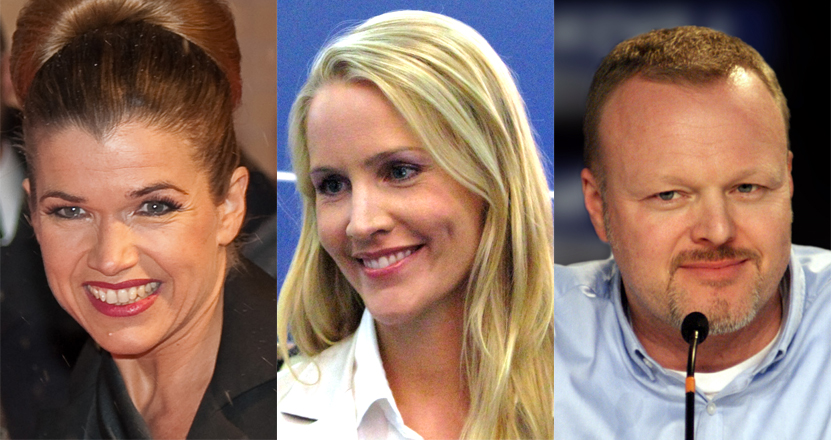
Anke Engelke, Judith Rakers a Stefan Raab-moderátoři.

### Výběr místa konání
Do tendru na výběr se přihlásilo 23 měst. Osm z nich v tomto úmyslu pokračovalo – Berlín, Hamburk, Hanover, Gelsenkirchen, Düsseldorf, Kolín nad Rýnem, Frankfurt nad Mohanem a Mnichov. 21. srpna bylo oznámeno, že se do soutěže ve skutečnosti přihlásila 4 města – Berlin, Hamburk, Hannover, a Düsseldorf. Města plánovala konání události v následujících prostorách:
| Berlín Hamburk Hannover Gelsenkirchen Düsseldorf Kolín nad Rýnem Frankfurt nad Mohanem Mnichov |

| Město      | Místo konání                                                      |
| ---------- | ----------------------------------------------------------------- |
| Berlín     | Rozlehlý stan na poli nedaleko hangáru bývalého letiště Tempelhof |
| Düsseldorf | Esprit Arena                                                      |
| Hamburk    | Exhibiční centrum v Hamburku                                      |
| Hannover   | Exhibiční centrum v Hannoveru                                     |

(Modrá barva označuje území vysílání NDR)

To, že se v roce 2011 bude soutěžit v Düsseldorfské Esprit Areně bylo oznámeno německým vysílatelem NDR 12. října 2010. Tento ročník Eurovize byl prvním, který se konal v Německu od jeho znovusjednocení. Západní Německo hostilo soutěž v letech 1957 a 1983. Německo je zároveň prvním členem "Velké pětky" (Big Five), který hostí soutěž od jejího založení v roce 2000.

## Formát
Čtyři země, které jsou součástí "Velké čtverky" automaticky postupují do finále a zároveň s nimi i stát, který v posledním ročníku vyhrál. V tomto ročníku Eurovize však bylo Německo jak vítězem posledního ročníku Eurovize, tak i členem "Velké čtverky". Na meetingu EBU v Bělohradu bylo rozhodnuto, že stávající pravidla zůstanou zachována, a do finále postoupí místo 25 účastníků jen 24. 31. prosince 2010 však bylo oznámeno, že se tohoto ročníku Eurovize zúčastní i Itálie, která se stala oficiálním členem nově vzniklé "Velké pětky", a počet účastníků ve finále tak byl rozšířen zpět na 25.

### Moderátoři
NDR oznámila jména moderátorů 16. prosince 2010 – Anke Engelke, Judith Rakers, a Stefan Raab. Bylo to tak potřetí, kdy soutěž moderovali 3 lidé (také se tak stalo v letech 1999 a 2010.

## Seznam účastníků

Státy v 1. semifinále
Státy hlasující v 1. semifinále
Státy v 2. semifinále
Státy hlasující v 2. semifinále

31. prosince 2010 potvrdila EBU, že bude v tomto ročníku soutěže soutěžit 43 zemí. V roce 2011 se do soutěže vrátilo Rakousko, které naposledy soutěžilo v roce 2007, Itálie (naposledy 1997), San Marino (pouze v roce 2008) a Maďarsko (naposledy 2009). 4. prosince se přihlásila Černá Hora, ta však svou přihlášku 23. prosince stáhla. (2 dny před uzávěrkou přihlášek)
Slovensko se původně soutěže zúčastnit nechtělo kvůli financím, rozhodlo se však uspořádat referendum na svých internetových stránkách. Pro účast zde hlasovalo 87.5%, STV se však rozhodlo zúčastnit se až v příštím kole. Slovensko však zapomnělo svou přihlášku stáhnout. V lednu STV oznámila, že ze soutěže vystupuje kvůli finančním potížím a organizačním změnám v televizi. Protože však bylo zapsané na listu účastníků, STV v soutěži zůstalo kvůli potenciálním vysokým sankcím.
Na meetingu v Bělohradu 28. srpna 2010 rozhodla EBU, že si musí každá země vybrat svou píseň do 14. března 2011.

### První semifinále

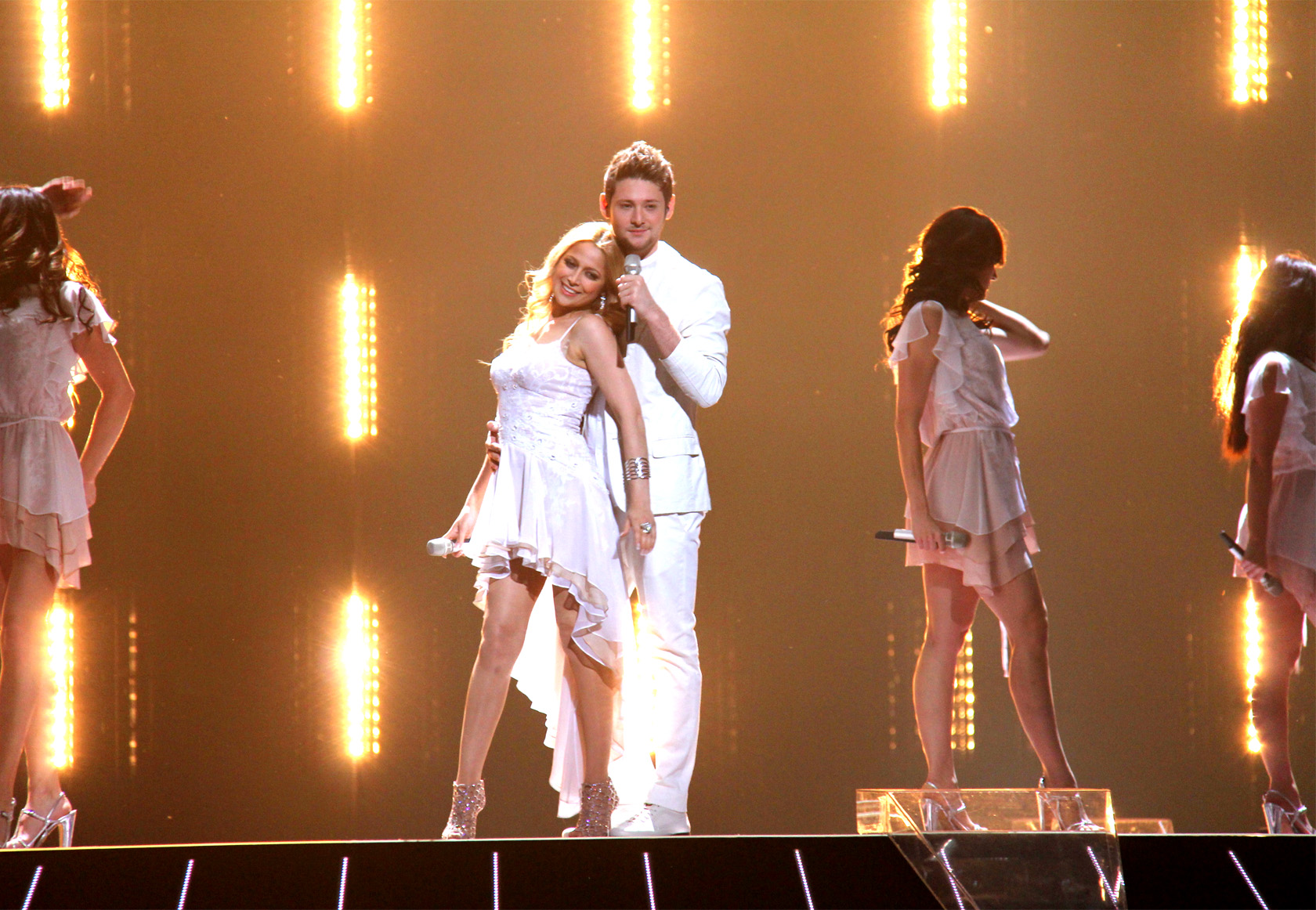
Ell & Nikki z Ázerbájdžánu na ESC 2011

Prvního semifinále se zúčastnilo celkem 19 zemí. Odehrálo se 10. května ve 21 hodin místního času. Hlasovat mohli diváci z těchto zemí a dvou zemí tzv. Velké pětky, konkrétně ze Španělska a Spojeného království.
| Pořadí | Země        | Interpret                        | Skladba                 | Jazyk                   | Umístění | Body |
| ------ | ----------- | -------------------------------- | ----------------------- | ----------------------- | -------- | ---- |
| 1.     | Polsko      | Magdalena Tul                    | „Jestem“                | polština                | 19.      | 18   |
| 2.     | Norsko      | Stella Mwangi                    | „Haba Haba“             | angličtina, svahilština | 17.      | 30   |
| 3.     | Albánie     | Aurela Gaçe                      | „Feel the Passion“      | angličtina, albánština  | 13.      | 47   |
| 4.     | Arménie     | Emmy                             | „Boom Boom“             | angličtina              | 11.      | 54   |
| 5.     | Turecko     | Yüksek Sadakat                   | „Live It Up“            | angličtina              | 13.      | 47   |
| 6.     | Srbsko      | Nina                             | „Čaroban“ (Чаробан)     | srbština                | 8.       | 67   |
| 7.     | Rusko       | Alexej Vorobjov                  | „Get You“               | angličtina, ruština     | 9.       | 64   |
| 8.     | Švýcarsko   | Anna Rossinelli                  | „In Love for a While“   | angličtina              | 10.      | 55   |
| 9.     | Gruzie      | Eldrine                          | „One More Day“          | angličtina              | 6.       | 74   |
| 10.    | Finsko      | Paradise Oskar                   | „Da Da Dam“             | angličtina              | 3.       | 103  |
| 11.    | Malta       | Glen Vella                       | „One Life“              | angličtina              | 12.      | 54   |
| 12.    | San Marino  | Senit                            | „Stand By“              | angličtina              | 16.      | 34   |
| 13.    | Chorvatsko  | Daria                            | „Celebrate“             | angličtina              | 15.      | 41   |
| 14.    | Island      | Sjonni's Friends                 | „Coming Home“           | angličtina              | 4.       | 100  |
| 15.    | Maďarsko    | Kati Wolf                        | „What About My Dreams?“ | angličtina, maďarština  | 7.       | 72   |
| 16.    | Portugalsko | Homens da Luta                   | „A luta é alegria“      | portugalština           | 18.      | 22   |
| 17.    | Litva       | Evelina Sašenko                  | „C'est ma vie“          | angličtina              | 5.       | 81   |
| 18.    | Ázerbájdžán | Ell & Nikki                      | „Running Scared“        | angličtina              | 2.       | 122  |
| 19.    | Řecko       | Loukas Giorkas feat. Stereo Mike | „Watch My Dance“        | angličtina, řečtina     | 1.       | 133  |

### Druhé semifinále

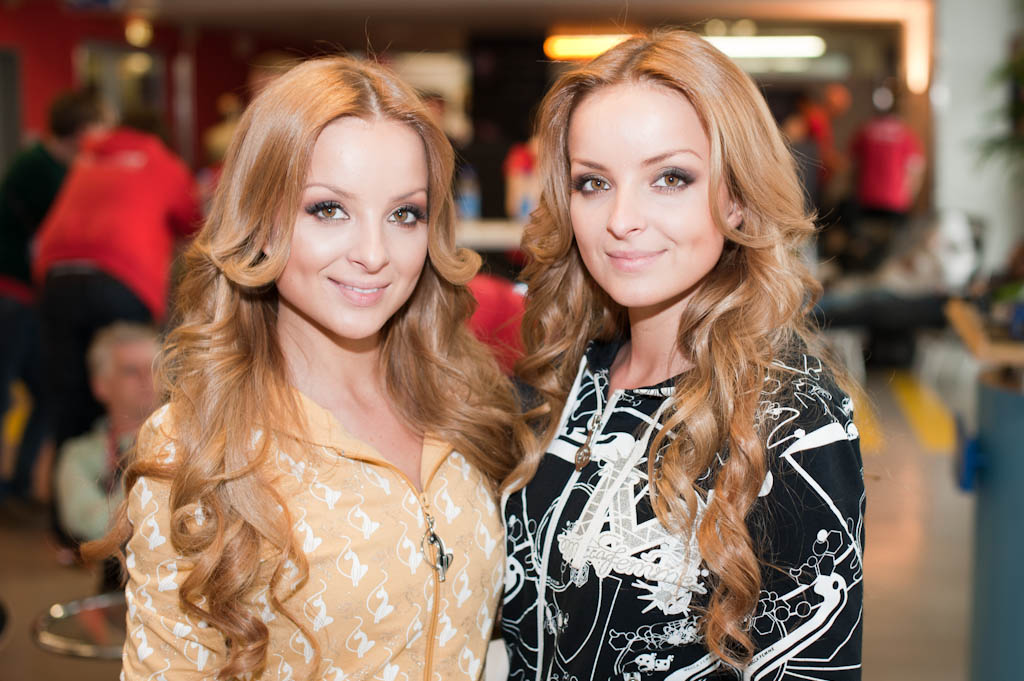
TWiiNS reprezentující Slovensko na ESC 2011

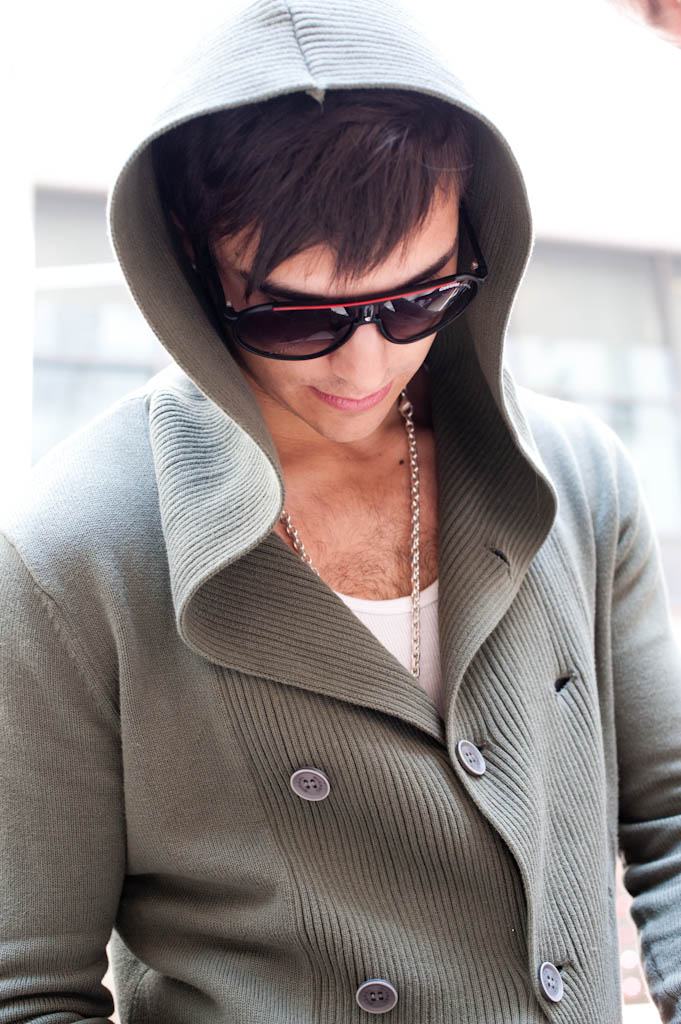
Eric Saade reprezentující Švédsko na ESC 2011. Eric Saade se ve druhém semifinále umístil na prvním místě.

Druhého semifinále se zúčastnilo celkem 19 zemí. Odehrálo se 12. května ve 21 hodin místního času. Hlasovat mohli diváci z těchto zemí a tří zemí tzv. Velké pětky, konkrétně z Francie, Německa a Itálie.
| Pořadí | Země                | Interpret           | Skladba                                         | Jazyk                    | Umístění | Body |
| ------ | ------------------- | ------------------- | ----------------------------------------------- | ------------------------ | -------- | ---- |
| 1.     | Bosna a Hercegovina | Dino Merlin         | „Love in Rewind“                                | angličtina, bosenština   | 5.       | 109  |
| 2.     | Rakousko            | Nadine Beiler       | „The Secret Is Love“                            | angličtina               | 7.       | 69   |
| 3.     | Nizozemsko          | 3JS                 | „Je vecht nooit alleen“                         | angličtina               | 19.      | 13   |
| 4.     | Belgie              | Witloof Bay         | „With Love Baby“                                | angličtina               | 11.      | 53   |
| 5.     | Slovensko           | TWiiNS              | „I'm Still Alive“                               | angličtina               | 13.      | 48   |
| 6.     | Ukrajina            | Mika Newton         | „Angel“                                         | angličtina               | 6.       | 81   |
| 7.     | Moldavsko           | Zdob şi Zdub        | „So Lucky“                                      | angličtina               | 10.      | 54   |
| 8.     | Švédsko             | Eric Saade          | „Popular“                                       | angličtina               | 1.       | 155  |
| 9.     | Kypr                | Christos Mylordos   | „San aggelos s'agapisa“ (Σαν άγγελος σ'αγάπησα) | řečtina                  | 18.      | 16   |
| 10.    | Bulharsko           | Poli Genova         | „Na inat“ (На инат)                             | bulharština              | 12.      | 48   |
| 11.    | Makedonie           | Vlatko Ilievski     | „Rusinka“ (Русинка)                             | makedonština, angličtina | 16.      | 36   |
| 12.    | Izrael              | Dana International  | „Ding Dong“                                     | hebrejština, angličtina  | 15.      | 38   |
| 13.    | Slovinsko           | Maja Keuc           | „No One“                                        | angličtina               | 3.       | 112  |
| 14.    | Rumunsko            | Hotel FM            | „Change“                                        | angličtina               | 4.       | 111  |
| 15.    | Estonsko            | Getter Jaani        | „Rockefeller Street“                            | angličtina               | 9.       | 60   |
| 16.    | Bělorusko           | Anastasia Vinnikava | „I Love Belarus“                                | angličtina               | 14.      | 45   |
| 17.    | Lotyšsko            | Musiqq              | „Angel in Disguise“                             | angličtina               | 17.      | 25   |
| 18.    | Dánsko              | A Friend in London  | „New Tomorrow“                                  | angličtina               | 2.       | 135  |
| 19.    | Irsko               | Jedward             | „Lipstick“                                      | angličtina               | 8.       | 68   |

### Finále

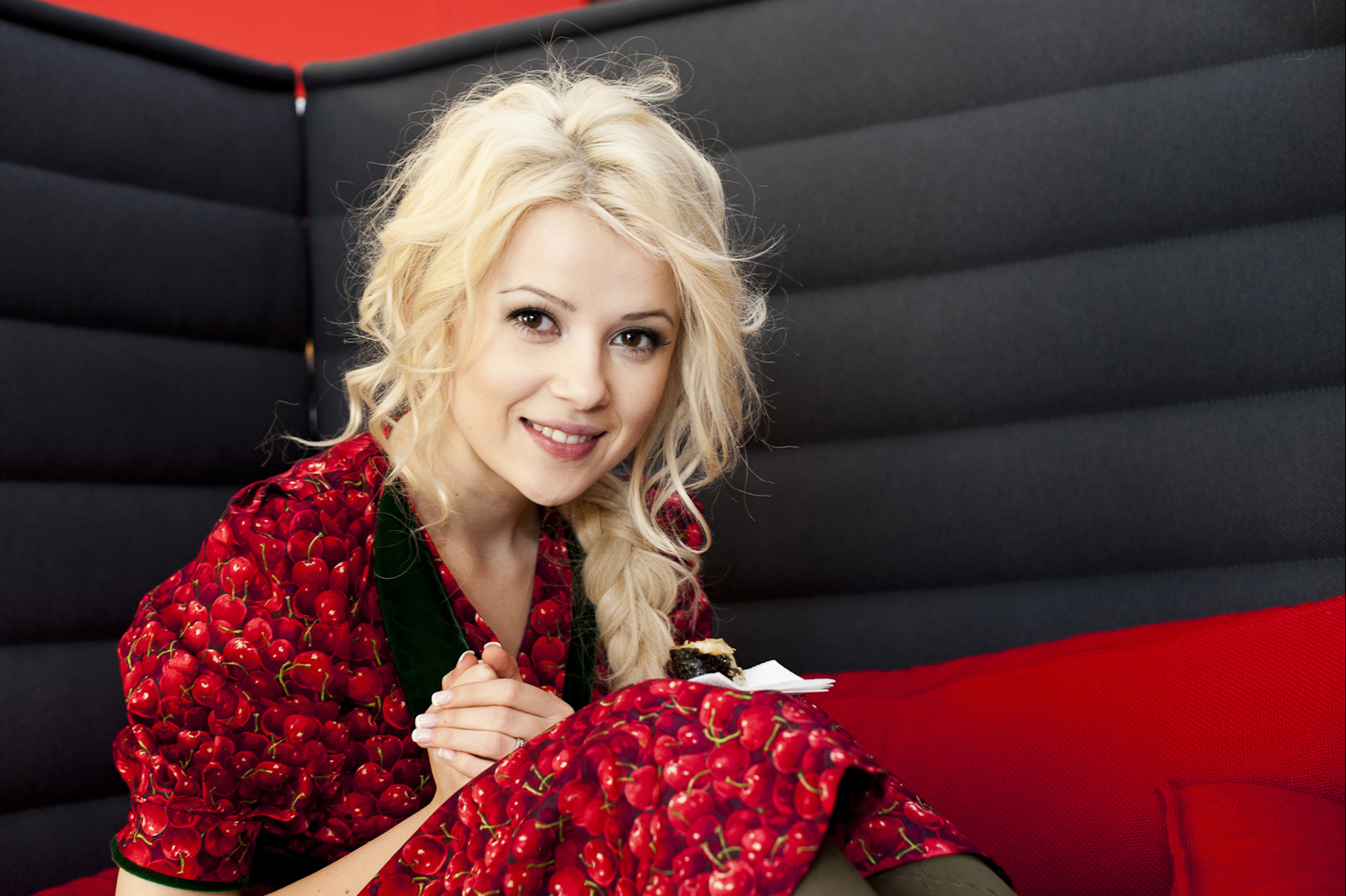
Mika Newton z Ukrajiny na ESC 2011

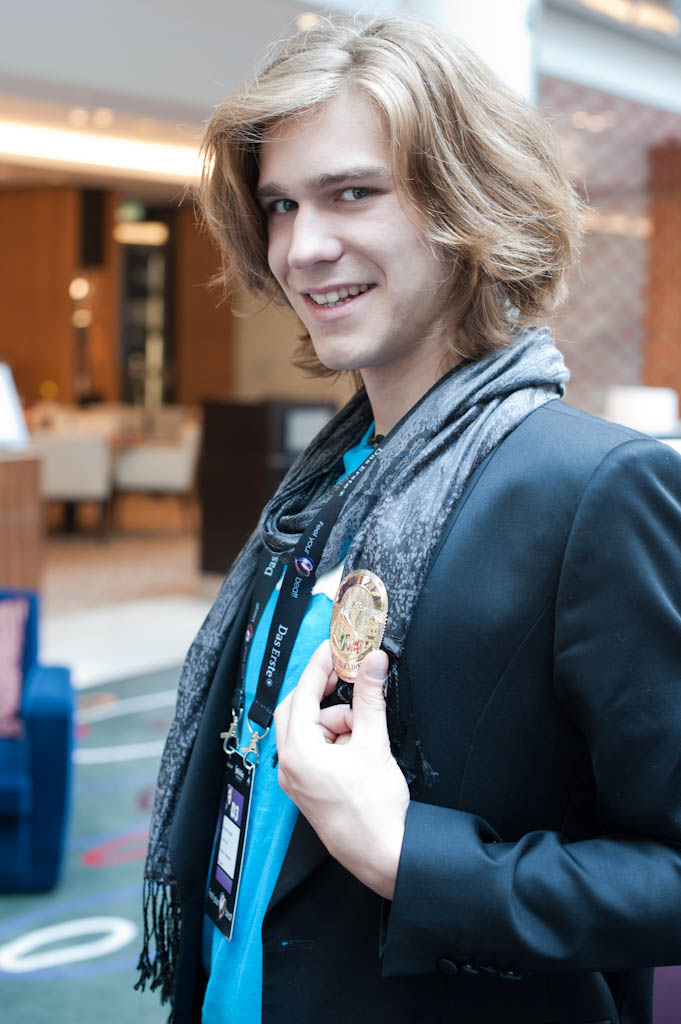
Amaury Vassili z Francie na ESC 2011

Finále se uskutečnilo 14. května ve 21 hodin místního času. Zúčastnilo se ho 25 zemí – 10 nejlepších z každého semifinále a státy z tzv. Velké pětky, které do finále postupují automaticky. Stejně jako v předchozím roce o vítězi rozhodovali diváci i odborné poroty, hlasování bylo ukončeno 15 minut po odzpívání poslední písně.
| Pořadí | Země                | Interpret                        | Skladba                   | Jazyk                     | Umístění | Body |
| ------ | ------------------- | -------------------------------- | ------------------------- | ------------------------- | -------- | ---- |
| 1.     | Finsko              | Paradise Oskar                   | „Da Da Dam“               | angličtina                | 21.      | 57   |
| 2.     | Bosna a Hercegovina | Dino Merlin                      | „Love in Rewind“          | angličtina, bosenština    | 6.       | 125  |
| 3.     | Dánsko              | A Friend in London               | „New Tomorrow“            | angličtina                | 5.       | 134  |
| 4.     | Litva               | Evelina Sašenko                  | „C'est ma vie“            | angličtina, francouzština | 19.      | 63   |
| 5.     | Maďarsko            | Kati Wolf                        | „What About My Dreams?“   | angličtina, maďarština    | 22.      | 53   |
| 6.     | Irsko               | Jedward                          | „Lipstick“                | angličtina                | 8.       | 119  |
| 7.     | Švédsko             | Eric Saade                       | „Popular“                 | angličtina                | 3.       | 185  |
| 8.     | Estonsko            | Getter Jaani                     | „Rockefeller Street“      | angličtina                | 24.      | 44   |
| 9.     | Řecko               | Loukas Giorkas feat. Stereo Mike | „Watch My Dance“          | angličtina, řečtina       | 7.       | 120  |
| 10.    | Rusko               | Alexey Vorobyov                  | „Get You“                 | angličtina, ruština       | 16.      | 77   |
| 11.    | Francie             | Amaury Vassili                   | „Sognu“                   | korsičtina                | 15.      | 82   |
| 12.    | Itálie              | Raphael Gualazzi                 | „Follia d'amore“          | italština, angličtina     | 2.       | 189  |
| 13.    | Švýcarsko           | Anna Rossinelli                  | „In Love for a While“     | angličtina                | 25.      | 19   |
| 14.    | Spojené království  | Blue                             | „I Can“                   | angličtina                | 11.      | 100  |
| 15.    | Moldavsko           | Zdob şi Zdub                     | „So Lucky“                | angličtina                | 12.      | 97   |
| 16.    | Německo             | Lena                             | „Taken by a Stranger“     | angličtina                | 10.      | 107  |
| 17.    | Rumunsko            | Hotel FM                         | „Change“                  | angličtina                | 17.      | 77   |
| 18.    | Rakousko            | Nadine Beiler                    | „The Secret Is Love“      | angličtina                | 18.      | 64   |
| 19.    | Ázerbájdžán         | Ell & Nikki                      | „Running Scared“          | angličtina                | 1.       | 221  |
| 20.    | Slovinsko           | Maja Keuc                        | „No One“                  | angličtina                | 13.      | 96   |
| 21.    | Island              | Sjonni's Friends                 | „Coming Home“             | angličtina                | 20.      | 61   |
| 22.    | Španělsko           | Lucía Pérez                      | „Que me quiten lo bailao“ | španělština               | 23.      | 50   |
| 23.    | Ukrajina            | Mika Newton                      | „Angel“                   | angličtina                | 4.       | 159  |
| 24.    | Srbsko              | Nina                             | „Čaroban“ (Чаробан)       | srbština                  | 14.      | 85   |
| 25.    | Gruzie              | Eldrine                          | „One More Day“            | angličtina                | 9.       | 110  |

#### Hlasování ve finále
Hlasy ve finále byly odkryty v tomto pořadí:
1. Rusko
2. Bulharsko
3. Nizozemsko
4. Itálie
5. Kypr
6. Ukrajina
7. Finsko
8. Norsko
9. Arménie
10. Makedonie
11. Island
12. Slovensko
13. Spojené království
14. Dánsko
15. Rakousko
16. Polsko
17. Švédsko
18. San Marino
19. Německo
20. Ázerbájdžán
21. Slovinsko
22. Turecko
23. Švýcarsko
24. Řecko
25. Gruzie
26. Francie
27. Srbsko
28. Chorvatsko
29. Bělorusko
30. Rumunsko
31. Albánie
32. Malta
33. Portugalsko
34. Maďarsko
35. Litva
36. Bosna a Hercegovina
37. Irsko
38. Španělsko
39. Izrael
40. Estonsko
41. Moldávie
42. Belgie
43. Lotyšsko

## Body

### První semifinále
|           |             | Výsledky | Výsledky | Výsledky | Výsledky | Výsledky | Výsledky | Výsledky  | Výsledky | Výsledky | Výsledky | Výsledky   | Výsledky   | Výsledky | Výsledky | Výsledky    | Výsledky | Výsledky    | Výsledky | Výsledky  | Výsledky           | Výsledky | Výsledky |
| Body      | Polsko      | Norsko   | Albánie  | Arménie  | Turecko  | Srbsko   | Rusko    | Švýcarsko | Gruzie   | Finsko   | Malta    | San Marino | Chorvatsko | Island   | Maďarsko | Portugalsko | Litva    | Ázerbájdžán | Řecko    | Španělsko | Spojené království |          |          |
| --------- | ----------- | -------- | -------- | -------- | -------- | -------- | -------- | --------- | -------- | -------- | -------- | ---------- | ---------- | -------- | -------- | ----------- | -------- | ----------- | -------- | --------- | ------------------ | -------- | -------- |
| Soutěžící | Polsko      | 18       |          | 3        |          |          |          |           |          |          | 4        |            |            |          |          |             | 4        |             | 2        |           |                    |          | 5        |
| Soutěžící | Norsko      | 30       | 1        |          | 1        | 1        |          |           |          | 2        |          | 8          | 4          |          |          | 10          |          | 2           |          | 1         |                    |          |          |
| Soutěžící | Albánie     | 47       |          |          |          |          | 8        |           |          | 6        |          |            |            | 8        | 7        |             |          | 4           |          | 2         | 12                 |          |          |
| Soutěžící | Arménie     | 54       | 2        |          |          |          | 7        |           | 8        |          | 8        |            | 7          | 7        |          | 4           |          |             |          |           | 8                  | 3        |          |
| Soutěžící | Turecko     | 47       |          |          | 12       |          |          |           | 2        | 5        | 3        |            | 2          | 10       |          |             |          |             |          | 12        |                    |          | 1        |
| Soutěžící | Srbsko      | 67       | 6        | 7        | 2        |          |          |           | 4        | 12       |          | 7          | 3          | 3        | 12       | 5           |          | 1           | 3        |           |                    | 2        |          |
| Soutěžící | Rusko       | 64       |          | 4        | 3        | 12       | 3        | 6         |          |          | 5        | 3          |            | 1        | 5        | 3           | 3        | 3           | 5        | 5         | 3                  |          |          |
| Soutěžící | Švýcarsko   | 55       | 3        | 6        |          | 3        |          | 2         |          |          |          | 6          |            |          | 2        | 6           | 8        | 5           | 6        |           |                    | 6        | 2        |
| Soutěžící | Gruzie      | 74       | 5        |          |          | 8        | 10       | 4         | 5        |          |          | 1          | 8          | 2        |          |             | 1        |             | 12       | 8         | 10                 |          |          |
| Soutěžící | Finsko      | 103      | 10       | 12       |          | 6        | 1        | 3         | 12       | 10       |          |            |            |          | 3        | 12          | 6        | 8           | 7        | 3         |                    | 4        | 6        |
| Soutěžící | Malta       | 54       |          | 2        | 6        | 7        | 2        | 5         |          |          | 6        |            |            | 12       | 4        |             | 2        |             | 1        | 7         |                    |          |          |
| Soutěžící | San Marino  | 34       |          |          | 8        | 5        | 5        |           |          |          | 1        |            | 6          |          | 1        |             |          |             |          | 6         | 2                  |          |          |
| Soutěžící | Chorvatsko  | 41       |          |          | 7        |          |          | 12        | 1        |          |          |            | 12         | 4        |          | 1           |          |             |          | 4         |                    |          |          |
| Soutěžící | Island      | 100      | 4        | 10       |          | 2        |          | 8         | 3        | 8        |          | 10         |            |          |          |             | 12       | 10          | 8        |           | 6                  | 12       | 7        |
| Soutěžící | Maďarsko    | 72       |          | 5        |          |          | 6        | 10        |          |          |          | 12         | 1          |          | 6        | 7           |          |             |          |           | 5                  | 10       | 10       |
| Soutěžící | Portugalsko | 22       |          |          | 4        |          |          |           |          | 4        | 2        |            |            |          |          |             |          |             |          |           | 1                  | 8        | 3        |
| Soutěžící | Litva       | 81       | 12       | 8        |          | 4        |          | 1         | 7        | 3        | 10       | 2          |            |          |          | 2           | 5        | 6           |          |           | 4                  | 5        | 12       |
| Soutěžící | Ázerbájdžán | 122      | 8        |          | 5        |          | 12       |           | 10       | 1        | 12       | 5          | 10         | 5        | 10       | 8           | 7        | 7           | 10       |           | 7                  | 1        | 4        |
| Soutěžící | Řecko       | 133      | 7        | 1        | 10       | 10       | 4        | 7         | 6        | 7        | 7        | 4          | 5          | 6        | 8        |             | 10       | 12          | 4        | 10        |                    | 7        | 8        |

### Druhé semifinále
|           |                     | Výsledky | Výsledky   | Výsledky | Výsledky  | Výsledky | Výsledky  | Výsledky | Výsledky | Výsledky  | Výsledky  | Výsledky | Výsledky  | Výsledky | Výsledky | Výsledky  | Výsledky | Výsledky | Výsledky | Výsledky | Výsledky | Výsledky | Výsledky | Výsledky |
| Body      | Bosna a Hercegovina | Rakousko | Nizozemsko | Belgie   | Slovensko | Ukrajina | Moldavsko | Švédsko  | Kypr     | Bulharsko | Makedonie | Izrael   | Slovinsko | Rumunsko | Estonsko | Bělorusko | Lotyšsko | Dánsko   | Irsko    | Francie  | Německo  | Itálie   |          |          |
| --------- | ------------------- | -------- | ---------- | -------- | --------- | -------- | --------- | -------- | -------- | --------- | --------- | -------- | --------- | -------- | -------- | --------- | -------- | -------- | -------- | -------- | -------- | -------- | -------- | -------- |
| Soutěžící | Bosna a Hercegovina | 109      |            | 12       | 10        | 4        | 12        | 4        |          | 8         |           |          | 12        |          | 12       |           |          | 5        | 2        | 7        |          | 10       | 7        | 4        |
| Soutěžící | Rakousko            | 69       | 7          |          | 3         |          | 5         | 1        |          | 4         | 4         | 10       |           | 1        | 7        |           | 2        |          |          | 5        | 2        | 1        | 12       | 5        |
| Soutěžící | Nizozemí            | 13       |            |          |           | 8        |           |          |          |           |           | 5        |           |          |          |           |          |          |          |          |          |          |          |          |
| Soutěžící | Belgie              | 53       | 8          | 1        | 6         |          |           |          | 6        |           | 2         | 6        |           | 2        | 2        | 8         | 1        |          | 3        |          |          | 6        |          | 2        |
| Soutěžící | Slovensko           | 48       | 6          | 3        |           | 3        |           | 12       | 7        |           |           |          | 3         |          | 3        | 3         |          | 3        |          |          | 5        |          |          |          |
| Soutěžící | Ukrajina            | 81       | 4          |          |           |          | 10        |          | 8        | 3         | 5         | 3        | 6         | 8        | 6        | 2         | 7        | 12       |          | 1        |          |          |          | 6        |
| Soutěžící | Moldavsko           | 54       |            |          |           |          | 4         |          |          |           |           | 2        | 5         | 4        |          | 12        |          | 10       | 1        |          | 4        |          | 5        | 7        |
| Soutěžící | Švédsko             | 155      | 5          | 10       | 12        | 12       | 7         | 5        | 3        |           | 12        |          | 2         | 12       | 5        | 7         | 12       | 8        | 7        | 12       | 8        | 12       | 1        | 3        |
| Soutěžící | Kypr                | 16       |            |          |           |          |           | 6        |          |           |           |          |           |          |          |           |          |          |          |          |          |          | 2        | 8        |
| Soutěžící | Bulharsko           | 48       |            | 2        | 2         | 1        |           |          | 5        | 1         | 10        |          | 1         |          | 4        |           |          |          |          | 4        | 1        | 3        | 4        | 10       |
| Soutěžící | Makedonie           | 36       | 10         |          |           |          |           | 7        | 1        |           |           |          |           | 3        | 8        |           |          | 7        |          |          |          |          |          |          |
| Soutěžící | Izrael              | 38       |            |          | 5         | 2        |           |          |          | 5         | 1         |          | 7         |          |          | 4         |          | 6        |          |          |          | 7        |          | 1        |
| Soutěžící | Slovinsko           | 112      | 12         | 8        |           |          | 8         |          | 4        |           | 7         | 8        | 10        | 6        |          | 10        | 5        |          | 4        | 8        | 6        | 5        | 3        |          |
| Soutěžící | Rumunsko            | 111      |            | 6        | 4         | 10       | 6         |          | 12       | 7         | 8         | 1        | 4         | 7        |          |           | 6        |          | 5        | 6        | 3        | 8        | 6        | 12       |
| Soutěžící | Estonsko            | 60       |            | 5        |           | 6        |           | 8        |          | 6         |           | 4        |           | 5        |          |           |          | 1        | 8        | 3        | 10       | 4        |          |          |
| Soutěžící | Bělorusko           | 45       | 2          |          |           |          | 1         | 10       | 10       |           | 3         |          | 8         |          |          | 1         | 4        |          | 6        |          |          |          |          |          |
| Soutěžící | Lotyšsko            | 25       |            | 4        |           |          |           |          |          | 2         |           |          |           |          |          |           | 8        | 2        |          | 2        | 7        |          |          |          |
| Soutěžící | Dánsko              | 135      | 1          | 7        | 7         | 7        | 3         | 3        | 2        | 12        | 6         | 12       |           | 10       | 10       | 5         | 10       | 4        | 12       |          | 12       | 2        | 10       |          |
| Soutěžící | Irsko               | 68       | 7          |          | 1         | 5        | 2         | 2        |          | 10        |           | 7        |           |          | 1        | 6         | 3        |          | 10       | 10       |          |          | 8        |          |

### Finále
|           |                     | Výsledky            | Výsledky | Výsledky | Výsledky | Výsledky | Výsledky | Výsledky | Výsledky | Výsledky | Výsledky | Výsledky | Výsledky  | Výsledky           | Výsledky  | Výsledky | Výsledky | Výsledky | Výsledky    | Výsledky  | Výsledky | Výsledky  | Výsledky | Výsledky | Výsledky | Výsledky | Výsledky | Výsledky | Výsledky | Výsledky | Výsledky | Výsledky   | Výsledky   | Výsledky    | Výsledky   | Výsledky | Výsledky  | Výsledky | Výsledky  | Výsledky  | Výsledky | Výsledky  | Výsledky | Výsledky | Výsledky |
| Body      | Finsko              | Bosna a Hercegovina | Dánsko   | Litva    | Maďarsko | Irsko    | Švédsko  | Estonsko | Řecko    | Rusko    | Francie  | Itálie   | Švýcarsko | Spojené království | Moldavsko | Německo  | Rumunsko | Řecko    | Ázerbájdžán | Slovinsko | Island   | Španělsko | Ukrajina | Srbsko   | Gruzie   | Polsko   | Norsko   | Albánie  | Arménie  | Turecko  | Malta    | San Marino | Chorvatsko | Portugalsko | Nizozemsko | Belgie   | Slovensko | Kypr     | Bulharsko | Makedonie | Izrael   | Bělorusko | Litva    |          |          |
| --------- | ------------------- | ------------------- | -------- | -------- | -------- | -------- | -------- | -------- | -------- | -------- | -------- | -------- | --------- | ------------------ | --------- | -------- | -------- | -------- | ----------- | --------- | -------- | --------- | -------- | -------- | -------- | -------- | -------- | -------- | -------- | -------- | -------- | ---------- | ---------- | ----------- | ---------- | -------- | --------- | -------- | --------- | --------- | -------- | --------- | -------- | -------- | -------- |
| Soutěžící | Finsko              | 57                  |          |          | 5        | 1        |          | 3        | 7        | 7        |          |          |           |                    | 5         |          |          | 2        |             |           |          |           | 10       |          |          |          |          | 5        | 12       |          |          |            |            |             |            |          |           |          |           |           |          |           |          |          |          |
| Soutěžící | Bosna a Hercegovina | 125                 |          |          |          |          |          |          | 8        |          | 3        |          | 5         | 4                  | 12        |          |          | 7        |             | 12        |          | 12        |          |          |          | 12       |          |          | 4        | 7        |          | 10         |            |             | 7          |          | 8         |          |           |           | 2        | 12        |          |          |          |
| Soutěžící | Dánsko              | 134                 |          |          |          |          |          | 12       | 10       | 10       |          |          | 7         |                    |           | 5        |          | 6        |             |           |          | 8         | 12       |          |          |          |          | 3        | 7        |          |          |            | 5          | 4           |            |          | 12        |          | 6         | 3         | 7        |           | 10       | 1        | 6        |
| Soutěžící | Litva               | 63                  |          |          |          |          |          | 10       |          |          |          | 2        |           |                    |           | 6        |          |          | 1           |           |          |           |          | 1        |          | 7        | 12       | 12       | 3        |          |          |            |            |             | 2          |          |           |          |           |           |          |           |          |          | 7        |
| Soutěžící | Maďarsko            | 53                  | 12       |          |          |          |          |          | 5        |          |          |          | 2         |                    |           |          |          |          | 7           | 2         | 2        |           | 5        | 6        | 4        | 8        |          |          |          |          |          |            |            |             |            |          |           |          |           |           |          |           |          |          |          |
| Soutěžící |                     |                     |          |          |          |          |          |          |          |          |          |          |           |                    |           |          |          |          |             |           |          |           |          |          |          |          |          |          |          |          |          |            |            |             |            |          |           |          |           |           |          |           |          |          |          |
| Soutěžící | Irsko               | 119                 | 10       | 2        | 12       |          |          |          | 12       |          |          |          |           |                    |           | 12       |          | 8        |             | 4         |          |           | 4        | 7        |          |          |          | 1        |          |          |          |            | 8          |             |            | 6        | 5         | 7        | 8         |           | 3        |           |          |          | 10       |
| Soutěžící | Švédsko             | 185                 | 6        | 5        | 10       |          | 10       | 4        |          | 12       | 6        | 1        | 10        |                    |           | 3        | 3        |          | 3           |           | 3        | 4         | 7        | 5        | 1        | 1        | 1        |          | 10       |          | 4        | 4          | 6          | 6           | 4          |          | 10        | 4        | 10        | 10        |          | 6         | 12       | 4        |          |
| Soutěžící | Estonsko            | 44                  | 7        |          | 2        | 7        |          | 7        |          |          |          |          |           |                    |           |          | 6        |          |             |           |          |           |          |          | 2        |          |          |          | 2        |          |          |            |            |             |            |          |           | 2        |           |           |          |           | 5        |          | 4        |
| Soutěžící | Řecko               | 120                 |          |          |          |          | 8        |          |          |          |          | 8        |           | 2                  | 2         |          | 1        | 10       | 8           |           | 8        |           |          |          | 6        | 3        | 6        |          |          | 10       | 7        |            |            | 8           |            |          |           | 8        |           | 12        | 10       | 3         |          |          |          |
| Soutěžící | Rusko               | 77                  |          |          |          | 6        | 3        |          |          | 5        | 1        |          |           |                    |           |          | 5        | 5        |             |           | 4        |           | 1        |          | 8        | 4        | 4        |          |          | 4        | 8        |            |            |             |            |          |           |          |           | 2         | 4        |           | 8        | 5        |          |
| Soutěžící |                     |                     |          |          |          |          |          |          |          |          |          |          |           |                    |           |          |          |          |             |           |          |           |          |          |          |          |          |          |          |          |          |            |            |             |            |          |           |          |           |           |          |           |          |          |          |
| Soutěžící | Francie             | 82                  | 4        | 4        |          |          |          |          |          |          | 12       | 3        |           | 1                  |           |          | 2        |          |             |           |          |           |          | 10       | 5        |          | 2        |          |          | 2        | 5        |            | 1          | 3           | 6          | 2        |           | 12       |           | 7         |          |           |          |          | 1        |
| Soutěžící | Itálie              | 189                 | 3        | 6        |          | 10       | 4        | 5        |          | 6        | 10       |          | 8         |                    | 4         | 7        |          | 3        | 6           | 6         | 1        | 3         | 3        | 12       |          | 2        | 7        | 10       |          | 12       | 6        |            | 10         | 12          |            | 10       |           | 6        |           | 1         |          | 1         |          | 3        | 12       |
| Soutěžící | Švýcarsko           | 19                  |          |          |          |          |          |          |          |          |          |          |           |                    |           | 10       |          |          |             |           |          |           |          |          |          | 5        |          |          |          |          |          |            |            |             |            |          |           |          | 4         |           |          |           |          |          |          |
| Soutěžící | Spojené království  | 100                 |          |          | 3        | 3        |          | 6        |          |          | 2        | 4        | 1         | 10                 |           |          | 4        |          |             |           | 5        | 1         | 2        |          | 3        |          |          |          | 1        | 6        | 2        | 6          | 7          | 2           |            | 3        |           |          |           | 4         | 12       | 5         | 1        | 2        | 5        |
| Soutěžící | Moldavsko           | 97                  |          |          |          | 4        |          | 8        |          |          |          | 7        | 4         | 8                  |           | 8        |          | 4        | 12          | 5         | 7        |           |          |          | 7        |          | 5        |          |          |          |          |            |            |             |            | 5        |           | 1        | 5         |           |          |           |          | 7        |          |
| Soutěžící |                     |                     |          |          |          |          |          |          |          |          |          |          |           |                    |           |          |          |          |             |           |          |           |          |          |          |          |          |          |          |          |          |            |            |             |            |          |           |          |           |           |          |           |          |          |          |
| Soutěžící | Německo             | 107                 |          | 3        | 8        | 2        |          |          | 6        |          | 4        |          | 3         | 6                  | 8         |          |          |          |             | 10        |          | 7         | 6        | 3        |          |          |          | 4        | 5        |          |          | 3          |            |             | 1          |          | 7         | 5        |           |           |          |           |          | 8        | 8        |
| Soutěžící | Rumunsko            | 77                  |          |          | 4        |          | 1        | 1        |          | 1        |          |          |           | 12                 |           |          | 12       |          |             | 1         | 6        |           |          | 8        |          |          |          |          |          |          |          | 5          |            |             |            |          | 4         | 10       |           |           | 6        |           | 6        |          |          |
| Soutěžící | Řecko               | 64                  | 1        | 7        | 1        |          | 2        |          | 4        |          |          |          |           |                    | 7         | 2        |          | 12       |             |           |          | 5         |          |          |          |          | 3        |          |          |          | 3        | 1          | 2          |             | 3          |          | 1         |          | 3         |           | 5        | 2         |          |          |          |
| Soutěžící | Ázerbájdžán         | 221                 | 5        | 8        |          | 8        | 7        |          | 3        | 8        | 5        | 12       | 6         |                    | 1         |          | 10       |          | 10          | 8         |          |           | 8        |          | 10       |          | 8        | 8        |          | 8        |          | 12         | 12         | 10          | 10         | 8        | 6         | 3        | 7         | 8         |          |           | 4        | 6        | 2        |
| Soutěžící | Slovinsko           | 96                  |          | 12       | 7        |          | 6        | 2        |          | 2        |          | 5        |           |                    |           |          |          | 1        | 4           | 3         |          |           |          |          |          | 10       |          |          |          |          |          | 2          | 3          | 1           | 12         | 1        | 2         |          | 1         | 6         |          | 10        | 3        |          | 3        |
| Soutěžící |                     |                     |          |          |          |          |          |          |          |          |          |          |           |                    |           |          |          |          |             |           |          |           |          |          |          |          |          |          |          |          |          |            |            |             |            |          |           |          |           |           |          |           |          |          |          |
| Soutěžící | Island              | 61                  | 8        | 1        | 6        |          | 12       |          | 1        |          |          |          |           | 5                  | 10        | 4        |          |          |             |           |          |           |          | 2        |          |          |          |          | 8        |          |          |            |            |             |            | 4        |           |          |           |           |          |           |          |          |          |
| Soutěžící | Španělsko           | 50                  |          |          |          |          |          |          |          | 4        |          |          | 12        |                    | 3         | 1        |          |          | 5           |           |          | 2         |          |          |          |          |          |          |          | 5        |          |            |            |             |            | 12       |           |          | 2         |           |          | 4         |          |          |          |
| Soutěžící | Ukrajina            | 159                 |          |          |          |          |          |          | 2        |          | 7        | 10       |           | 7                  |           |          | 8        |          | 2           |           | 12       | 6         |          |          |          | 6        | 10       | 2        |          | 3        | 12       | 7          | 4          |             | 5          | 7        |           |          | 12        | 5         | 8        | 7         | 7        | 10       |          |
| Soutěžící | Srbsko              | 85                  | 2        | 10       |          | 5        |          |          |          |          |          |          |           | 3                  | 6         |          |          |          |             | 7         |          | 10        |          | 4        |          |          |          | 6        | 6        | 1        | 1        |            |            | 5           | 8          |          | 3         |          |           |           |          | 8         |          |          |          |
| Soutěžící | Gruzie              | 110                 |          |          |          | 12       | 5        |          |          | 3        | 8        | 6        |           |                    |           |          | 7        |          |             |           | 10       |           |          |          | 12       |          |          | 7        |          |          | 10       | 8          |            | 7           |            |          |           |          |           |           | 1        |           | 2        | 12       |          |

#### 12 bodů
Níže je uveden přehled udělení maximálního počtu bodů ve finále (12 bodů):
| p. | Stát                | Stát(y) udělující 12 bodů                         |
| -- | ------------------- | ------------------------------------------------- |
| 5  | Bosna a Hercegovina | Rakousko, Makedonie, Srbsko, Slovinsko, Švýcarsko |
| 4  | Itálie              | Albánie, Litva, San Marino, Španělsko             |
| 3  | Ázerbájdžán         | Malta, Rusko, Turecko                             |
| 3  | Dánsko              | Island, Irsko, Nizozemsko                         |
| 3  | Gruzie              | Bělorusko, Litva, Ukrajina                        |
| 3  | Irsko               | Dánsko, Švédsko, Spojené království               |
| 3  | Ukrajina            | Arménie, Ázerbájdžán, Slovensko                   |
| 2  | Francie             | Belgie, Řecko                                     |
| 2  | Litva               | Gruzie, Polsko                                    |
| 2  | Rumunsko            | Itálie, Moldavsko                                 |
| 2  | Slovinsko           | Bosna a Hercegovina, Chorvatsko                   |
| 2  | Španělsko           | Francie, Portugalsko                              |
| 2  | Švédsko             | Estonsko, Izrael                                  |
| 1  | Rakousko            | Německo                                           |
| 1  | Finsko              | Norsko                                            |
| 1  | Řecko               | Kypr                                              |
| 1  | Maďarsko            | Finsko                                            |
| 1  | Island              | Maďarsko                                          |
| 1  | Moldavsko           | Rumunsko                                          |
| 1  | Spojené království  | Bulharsko                                         |

## Znovuvystupující umělci
| Umělec                                        | Stát                | Účastnil se roku               |
| --------------------------------------------- | ------------------- | ------------------------------ |
| Dino Merlin                                   | Bosna a Hercegovina | 1999                           |
| Lena                                          | Německo             | 2010 (vítěz)                   |
| Gunnar Ólason (jako součást Sjonni's Friends) | Island              | 2001 (jako součást Two Tricky) |
| Dana International                            | Izrael              | 1998 (vítěz)                   |
| Zdob şi Zdub                                  | Moldavsko           | 2005                           |

Stefan Raab, který reprezentoval Německo v roce 2000 se vrátil jako moderátor celé akce.